# حسين صدقي
حسين صدقي (9 يوليو 1917 - 16 فبراير 1976)، ممثل ومخرج ومؤلف مصري، من رواد السينما المصرية وواحد من أوائل الممثلين المصريين حيث بدأ حياته الفنية في المسرح بعام 1933.

## عن حياته
ولد لأسرة متدينة من أب مصري وأم تركية، توفي والده وكان صدقي لم يتجاوز الخامسة، فكانت والدته لها الدور الأول والأهم في تنشئته ملتزما ومتدينا فكانت حريصة على أن يذهب ابنها للمساجد والمواظبة على الصلاة وحضور حلقات الذكر والاستماع إلى قصص الأنبياء مما أنتج عنه شخصا ملتزماً.
كان معروف عنه الخجل ولقّبه كل من حوله بالشخص الخجول، حيث كان يجلس في المقاهي بالقاهرة مثل مقهى ريجينا يشرب الينسون ويستمع إلى أخبار الفن والفنانين ويغادر باكرا.
كانت تربطه صداقة قوية بالشيخ محمود شلتوت والذي وصف صدقي «بأنه رجل يجسد معاني الفضيلة ويوجه الناس عن طريق السينما إلى الحياة الفاضلة التي تتفق مع الدين». وارتبط أيضا بصداقة قوية مع الشيخ عبد الحليم محمود شيخ الأزهر وقتئذ، وكان صدقي يستشيره في كل أمور حياته.

## دراسته للتمثيل
درس التمثيل في الفترة المسائية بقاعة المحاضرات بمدرسة الإبراهيمية وكان زملائه جورج أبيض وعزيز عيد وزكي طليمات، ثم حصل على دبلوم التمثيل بعد عامين من الدراسة.

## حياته الفنية
بدأ حياته الفنية في فيلم (تيتاوونج) عام 1937 وهو من إخراج أمينة محمد، ثم أسّس شركته السينمائية «أفلام مصر الحديثة» وكانت باكورة إنتاجها فيلم (العامل).
ومنذ دخوله عالم الفن في أواخر الثلاثينيات عمل على إيجاد سينما هادفة بعيدة عن التجارة الرخيصة.
وعالجت أفلامه بعض المشكلات، مثل: مشكلة العمال التي تناولها في فيلمه «العامل» عام 1942، ومشكلة تشرد الأطفال في فيلمه «الأبرياء» عام 1944 م، وغيرها من الأفلام الهادفة.
وأسس عام 1942 م «شركة مصر الحديثة للإنتاج» لتخدم الأهداف التي كان يسعى لترسيخها في المجتمع، وكان يرى أن هناك علاقة قوية بين السينما والدين؛ لأن السينما كما يقول من دون الدين لا تؤتي ثمارها المطلوبة في خدمة الشعب.
اشتهر حسين صدقي بتقديم الأفلام ذات الطابع الاجتماعي والذي يبث قيم ومبادئ عليا، ولعل صداقته بعدد من رجال الأزهر الشريف هو ما دفعته لاستلهام تلك القصص السينمائية. بلغ رصيده الفني حوالي 32 فيلما سينمائيا عالج من خلالها العديد من المشكلات ومن أبرزها العامل، «الأبرياء»، «ليلى في الظلام»، «المصري أفندي»، «شاطىء الغرام»، «طريق الشوك»، «الحبيب المجهول».
في عام 1942 أسّس الشركة السينمائية «أفلام مصر الحديثة» لتخدم الأهداف التي يسعى لترسيخها في المجتمع.
اتجه الفنان حسين صدقي بجانب التمثيل إلى المشاركة بالإنتاج والإخراج في عدد من الأعمال السينمائية، كما أنه اقتحم العمل المسرحي من خلال عمله بفرقة «جورج أبيض» و «مسرح رمسيس».
و في مطلع 1956 دعا صدقي عبر مجلة «الموعد» الصادرة في يناير 1956 إلى انقلاب فني حيث دعا العقليات الفنية الموجودة آنذاك بأن يهجروا الآفاق الضيقة التي يعملون بها ويواجهوا الغزو الأجنبي بغزو مصري وعربي آخر، فكان يدعو لاستخدام أحدث تقنية في ذلك الوقت الألوان والسكوب في إنتاج الأفلام المصرية وإنطاقها بشتى اللغات لتقديمها لشتى شعوب العالم والحرص على إنتاج سينما نظيفة، ويقول عن الغزو الأجنبي الفني «كما يصدرون هم أفلامهم التي يعتزون بها، علينا أن تكون لنا أفلام نعتز بها ونصدرها إليهم» ويضيف «أكيد سنصل وسنقيم في بلادنا صناعة سينمائية نظيفة».

## اعتزله الفن وترشحه للبرلمان
اعتزل حسين صدقي السينما في الستينات، وقام ببطولة 32 فيلماً. وافق صدقي على الترشح في البرلمان، وذلك بعد أن طالبه أهل حيّه وجيرانه بذلك فكان حريصا على حل مشاكلهم وعرض مطالبهم ولكنه لم يكرر التجربة، لأنه لاحظ تجاهل المسئولين للمشروعات التي يطالب بتنفيذها والتي كان من بينها منع الخمور في مصر.

## تكريمه
كرمته الهيئة العامة للسينما عام 1977 كأحد رواد السينما المصرية.

## رحيله
وتوفي في 16 فبراير عام 1976.
وقد أوصى أولاده بحرق ما تصل إليه أيديهم من أفلامه بعد رحيله لأنه يرى أن السينما من دون الدين لا تؤتي ثمارها المطلوبة. وقبل وفاته بدقائق قال لأولاده:«أوصيكم بتقوى الله واحرقوا كل أفلامي ما عدا سيف الله خالد بن الوليد» ويفارق حسين صدقي الحياة يوم 16 فبراير 1976 وبعد أن لقنه الشيخ عبد الحليم محمود الشهادة وقت وفاته وصلى الشيخ الجليل عليه حسبما ذكرت زوجته السيدة «فاطمة المغربي» في أحاديثها الصحفية.

## من أعماله
- أنا والعدالة - 1961 - (أحمد سامي المحامي)

- وطني وحبي- 1960 - (وحيد)

- خالد بن الوليد- 1958 - (خالد بن الوليد)

- الحبيب المجهول- 1955 - (الدكتور حسين)

- قلبي يهواك- 1955 - (أحمد)

- الشيخ حسن (ليلة القدر) - 1954 - (الشيخ حسن)

- يا ظالمني- 1954 - (رؤوف عبدالسلام)

- البيت السعيد- 1952 - (كمال سامي)

- المساكين- 1952 - (ممدوح)

- يسقط الاستعمار- 1952

- آدم وحواء- 1951 - (سامي)

- شاطئ الغرام- 1950 - (عادل)

- طريق الشوك - 1950 - (الضابط مجدي)

- معركة الحياة- 1950 - (أحمد)

- المصري أفندي- 1949 - (محمد المصري/ حسن)

- القاتل- 1948

- نحو المجد- 1948

- غدر وعذاب- 1947 - (الدكتور أشرف)

- شهرزاد- 1946 - (السلطان شهريار)

- عودة القافلة- 1946

- الجيل الجديد- 1945 - (أحمد فريد)

- الحظ السعيد- 1945 - (سعيد أفندي)

- أول الشهر- 1945

- الأبرياء- 1944

- ليلى في الظلام- 1944 - (حسين)

- فيلم العامل- 1943 - (الأسطى أحمد)

- أحب الغلط- 1942 - (علوي)

- العريس الخامس- 1942 - (أحمد أفندى / جعفر بك)

- ليلى (فيلم 1942)- 1942

- امرأة خطرة- 1941

- العزيمة- 1939 - (محمد)

- فيلم ثمن السعادة- 1939 - (سمير)

- ليالى القاهرة- 1939

- أجنحة الصحراء- 1938 - (الطيار أحمد سامي)

- ساعة التنفيذ- 1938

- تيتاوونج- 1937 - (محسن)

- فيلم عمر وجميلة - 1937

## روابط خارجية
- حسين صدقي على موقع أرشيف الشارخ.
- حسين صدقي على موقع IMDb (الإنجليزية)
- حسين صدقي على موقع الدهليز
- حسين صدقي على موقع قاعدة بيانات الأفلام العربية
- حسين صدقي على موقع قاعدة بيانات الفيلم (الإنجليزية)